# ESPN International
A ESPN International é uma família de redes de transmissões e produções esportivas em todo o mundo. Foi iniciado em 1989, é operado pela ESPN Inc. e de propriedade da The Walt Disney Company.

## Regiões operacionais

### América Latina

#### Países que falam espanhol
- ESPN Norte (México, América Central e República Dominicana) (2 feeds)
- ESPN Sul (América do Sul) (5 feeds)
- ESPN2 Norte (México, América Central e República Dominicana) (2 feeds)
- ESPN2 Sul (South America) (5 feeds)
- ESPN3 Norte (México, América Central e República Dominicana)
- ESPN3 Sul (South America) (2 feeds)
- ESPN4 Norte (América Central e República Dominicana, exceto México)
- ESPN4 Sul (América do Sul, exceto Argentina) (2 feeds)
- ESPN Extra Norte
- ESPN Extra Sul (2 feeds)
- ESPN Premium (Argentina)

#### Brasil
- ESPN
- ESPN2
- ESPN3
- ESPN4
- ESPN5
- ESPN6

#### Caribe
- ESPN
- ESPN2

### Países Baixos
- ESPN
- ESPN2
- ESPN3
- ESPN4
- ESPN Ultra HD

### Oceania
- ESPN
- ESPN2

### África Subsaariana
- ESPN
- ESPN2

### Japão
- J Sports (1, 2, 3 e 4 – em joint-venture com J:COM, SKY Perfect JSAT e TBS)

### Canadá
A ESPN International não opera diretamente seus próprios canais no Canadá, mas possui uma participação votante de 20% (e uma participação acionária um pouco maior) na CTV Specialty Television, uma subsidiária da empresa de mídia canadense Bell Media. Os regulamentos canadenses sobre a propriedade estrangeira de emissoras proíbem a ESPN de adquirir participação majoritária.
A CTV Specialty Television, por sua vez, opera os seguintes canais de televisão esportiva:
- The Sports Network (TSN) – cinco feeds
- Réseau des sports (RDS) – dois feeds
- RDS Info
- ESPN Classic

Embora esses canais tenham mantido principalmente suas marcas locais (a ESPN adquiriu a propriedade parcial vários anos após o lançamento do TSN e do RDS), eles agora têm logotipos no estilo ESPN e usam outros elementos de marca da ESPN. A TSN também adotou o título SportsCentre para seus programas de destaques esportivos.
Por meio da CTV Specialty, a ESPN também tem participação indireta no Discovery Channel Canada e em vários canais relacionados, operados em parceria com a Discovery Communications. Essas participações datam das encarnações anteriores da CTV Specialty como Labatt Communications e posteriormente como NetStar Communications, nas quais a ESPN também detinha uma participação minoritária. Não se acredita que a ESPN tenha qualquer envolvimento com as operações do Discovery.
A ESPN também está indiretamente associada à TSN Radio, uma marca usada por várias estações de rádio esportivas (cada uma de propriedade da Bell Media), cada uma das quais também carrega uma quantidade limitada de programação da ESPN Radio.

## Antigas operações

### Ásia-Pacífico
Em junho de 2012, a News Corporation anunciou que iria adquirir a participação de 50% da ESPN em sua joint venture ESPN Star Sports. Após a aquisição, a ESPN em Hong Kong, Taiwan e Sudeste Asiático foi relançada como Fox Sports em janeiro de 2013, enquanto uma versão para a China Continental se tornou Star Sports 2 em janeiro de 2014. Enquanto isso, a Star India assumiu as operações indianas e relançou os canais sob a bandeira unificada Star Sports em novembro de 2013.
- ESPN Asia
- ESPN China
- Star Sports Asia
- Star Sports East Asia
- Star Sports India

### Europa e MENA
- ESPN America
- ESPN Classic

### Subcontinente indiano
- Sony ESPN
- Sony ESPN HD

### Filipinas
- ESPN5
- 5Plus

### Reino Unido
A ESPN lançou o ESPN Classic em 2006. A empresa comprou a North American Sports Network (NASN) em 2007 e a renomeou como ESPN America em 2009. Também em 2009, lançou a rede doméstica ESPN UK após garantir os direitos da Premier League.
Em fevereiro de 2013, o BT Group adquiriu o canal de televisão da ESPN no Reino Unido e Irlanda e os contratos de transmissão restantes. Seu canal doméstico foi renomeado como BT Sport ESPN, integrando-o ao grupo de canais BT Sport da empresa. Em janeiro de 2015, a BT Sport e a ESPN chegaram a um acordo de sete anos para continuar licenciando a marca ESPN para o canal, bem como os direitos britânicos da programação original da ESPN e eventos cujos direitos internacionais eram de propriedade da ESPN International. O acordo também permitiu iniciativas conjuntas de mídia digital entre as duas empresas. O acordo terminou em 1 de agosto de 2022 depois que a Warner Bros. Discovery adquiriu 50% de participação na BT Sport do BT Group com o acordo de distribuir o serviço de streaming factual Discovery+ da Warner Bros. Discovery no Reino Unido e na Irlanda.
- BT Sport ESPN
- ESPN America
- ESPN Classic